# Anthony Bousquet
Pour les articles homonymes, voir Bousquet.
Pas d'image ? Cliquez ici

a Compétitions nationales et continentales officielles uniquement.

Dernière mise à jour le 20 février 2022.
Anthony Bousquet, né le 25 juin 1989, est un joueur français de rugby à XV évoluant au poste de pilier avec l'Union sportive saint-sulpicienne rugby.

## Carrière
Anthony Bousquet débute le rugby au RC Revel avec qui il joue de poussin à minime avant de rejoindre le Stade toulousain où il va évoluer pendant 8 ans faisant ses débuts en Top 14 lors de la saison 2009-2010. En 2011, il rejoint Provence rugby où il ne reste qu'une saison en Pro D2 en jouant qu'un match officiel. Il s'engage ensuite pour deux saisons en Fédérale 1 avec l'Avenir valencien, puis en 2014, il rejoint le Soyaux Angoulême XV Charente pour trois saisons avec qui il vit la montée en Pro D2. Il rejoint ensuite l'US Montauban où son aventure vire au cauchemar.
En 2018, après son licenciement de l'US Montauban, il retrouve son premier club, le RC Revel, qui évolue en Fédérale 3 avec qui il joue 21 matches mais le club est sanctionné car la situation d'Anthony Bousquet auprès de la Fédération française de rugby n'était pas conforme.
En juillet 2019, il s'engage avec l'Union sportive saint-sulpicienne rugby en Fédérale 1,.

## Palmarès
- 2010 : Vainqueur de la Heineken Cup avec le Stade toulousain
- 2011 : Vainqueur du Top 14 avec Stade toulousain[5]